# Чамбарак
Чамбара́к (вірм. Ճամբարակ) — місто на сході Вірменії, розташоване в марзі (області) Гегаркунік. Розташований на відстані 125 км на схід від Єревана та біля кордону з Азербайджаном. Через місто проходять дороги Чамбарак — Берд та Чамбарак — Діліжан.

## Історія
Заснований у 1835—1840 роках російськими поселенцями на річці Гетік під назвою Михайлівка. У 1920 р. перейменований у Кармір гюх (вірм. Կարմիր գյուղ, в перекладі з вірменської, «червоне село»). У 1972 р. перейменований у Красносельск та в 1991 р. отримав сучасну назву Чамбарак.